# Rhagio subpilosus
Rhagio subpilosus är en tvåvingeart som först beskrevs av Becker 1892.  Rhagio subpilosus ingår i släktet Rhagio och familjen snäppflugor. Inga underarter finns listade i Catalogue of Life.